# Thierry Rijkhart de Voogd

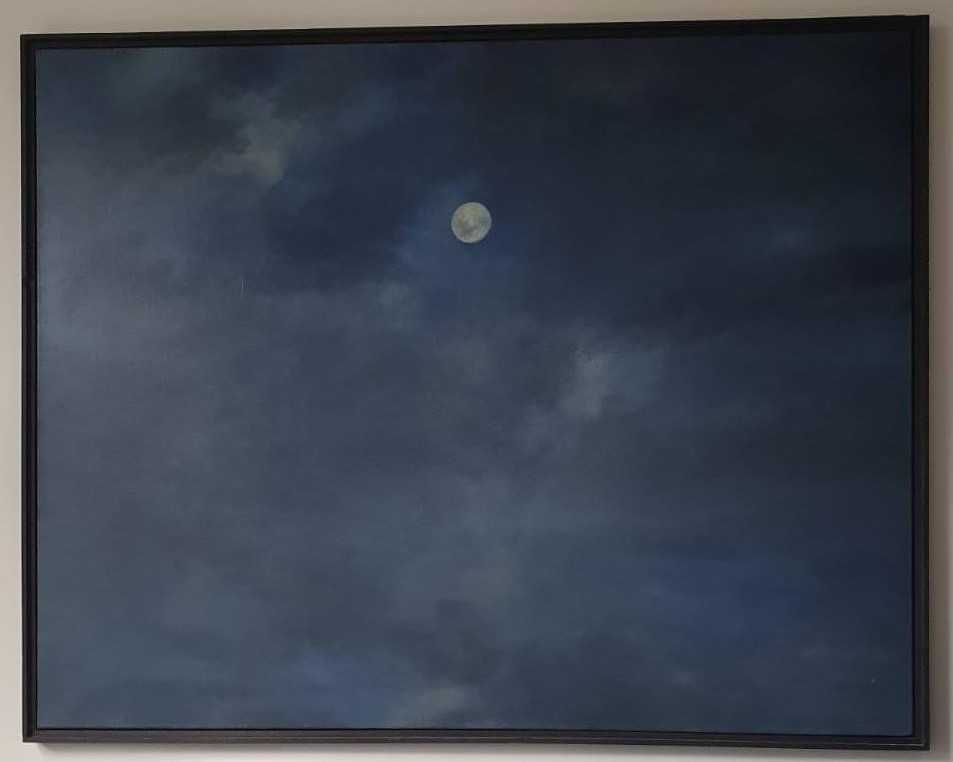
Thierry Rijkhart de Voogd: La Lune, 1981. Peinture acrylique sur toile. 110x140 cm, Collection Maïté Duval, 1981.

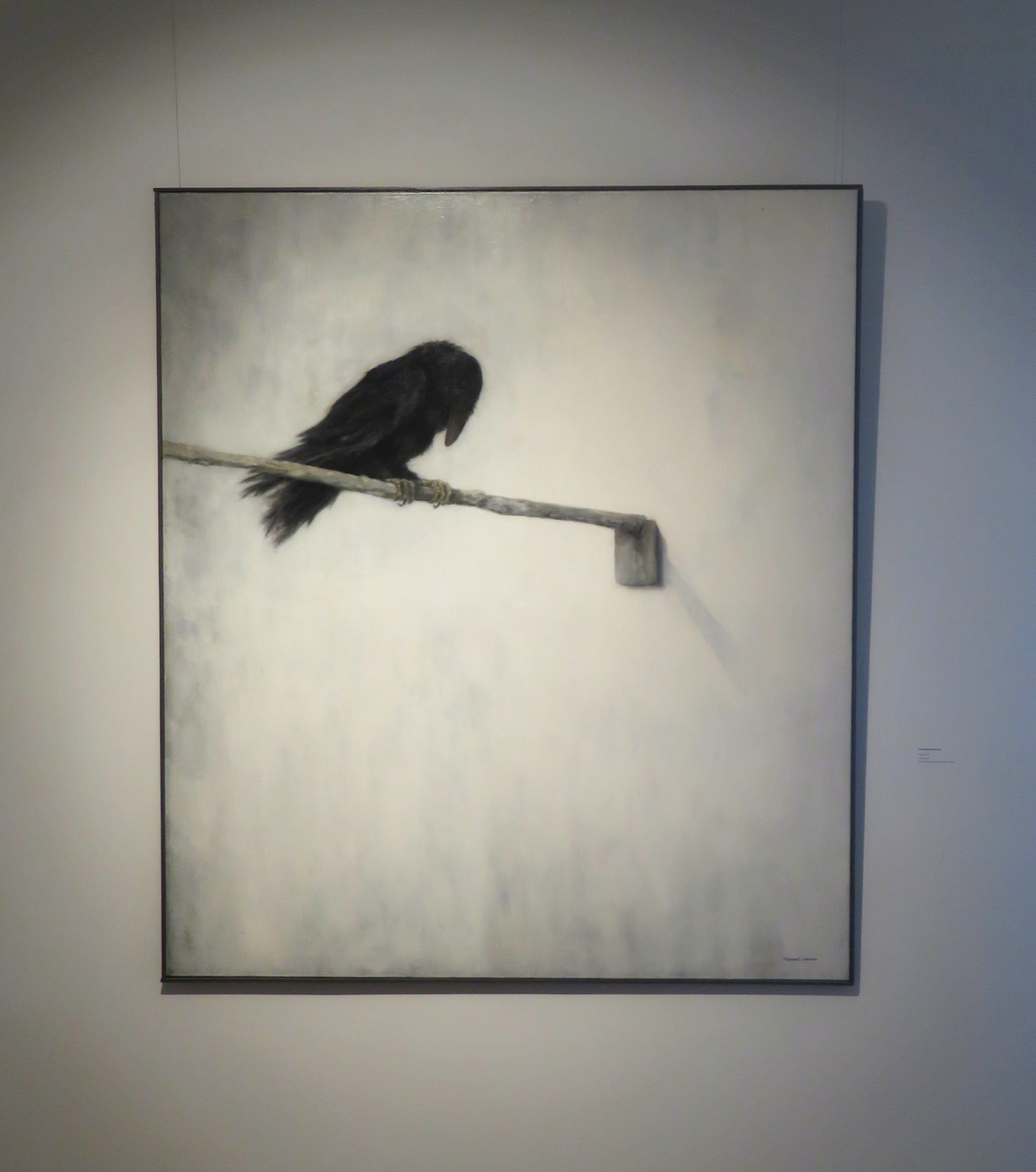
Thierry Rijkhart de Voogd: De Kraai (The Crow). Peinture acrylique sur toile. Stedelijk Museum Zutphen (Musée municipal), Pays-Bas.

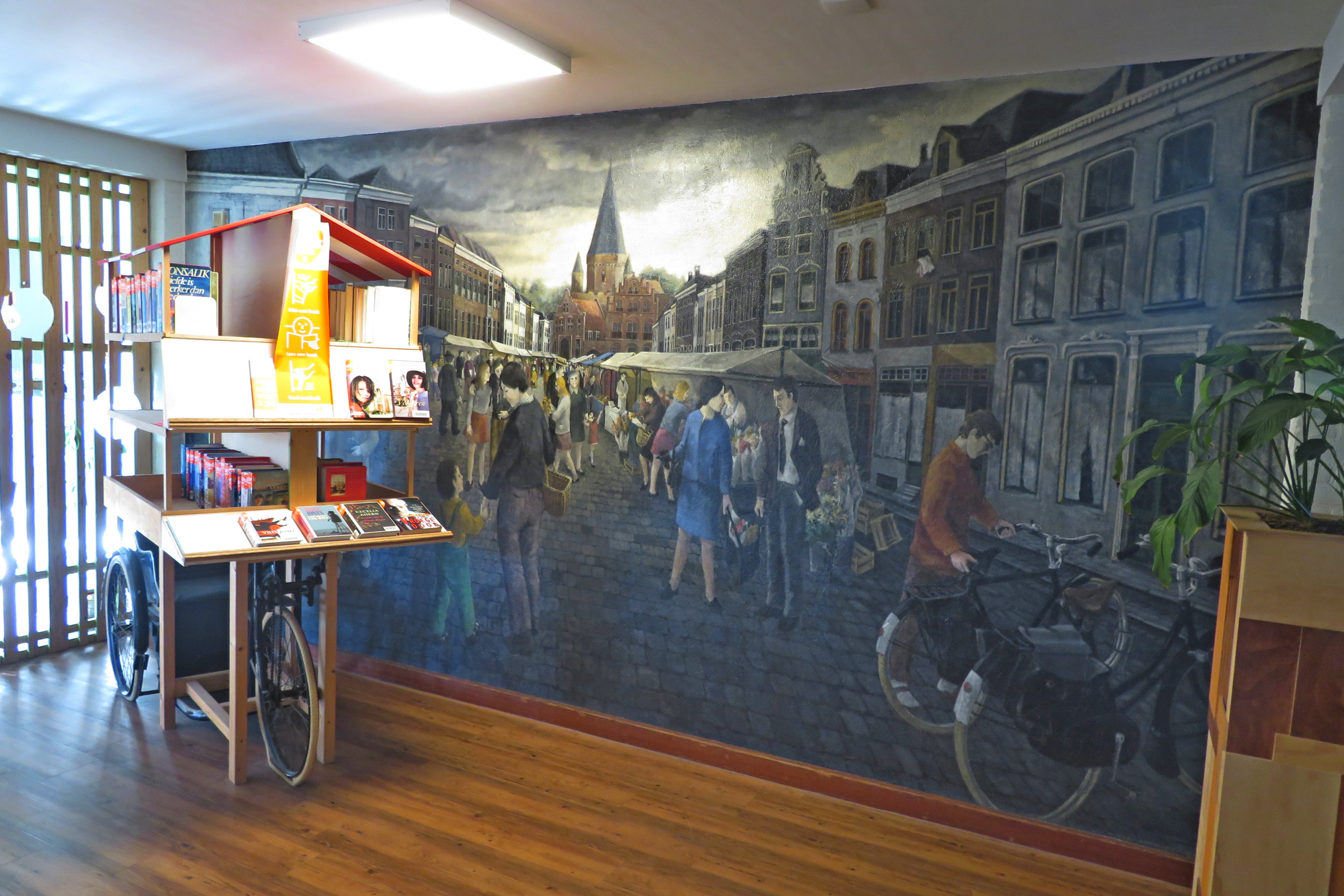
Le hall de la maison de retraite De Benring à Voorst, aux Pays-Bas, avec la peinture murale Zaadmarkt in Zutphen (Marché aux graines à Zutphen, 2,50 sur 5,10 mètres) par Thierry Rijkhart de Voogd.

Thierry Marc Rijkhart de Voogd (aussi Rykhart de Voogd), né à Grand-Couronne près de Rouen le 15 août 1944 et mort à  Zutphen (Pays-Bas) le 28 mai 1999, est un peintre néerlandais d'origine française réaliste de nature morte, de paysages, de figures, de portraits et d'animaux,,,.

## Biographie
Thierry Rijkhart de Voogd est le fils d'un couple hollandais émigré en France. Il étudie très jeune à l'École Régionale des Beaux-Arts de Rouen dans les années 1959-1962. Ensuite il a travaillé comme artiste en France et a épousé la future sculptrice Maïté Duval en 1967. Le couple a déménagé aux Pays-Bas où Rijkhart de Voogd établit son atelier à Voorst (1968-1987) et Zutphen (1987-1999). Les archives artistiques de Duval et Rijkhart de Voogd ont été données aux archives régionales de Zutphen. L'œuvre de Rijkhart de Voogd se trouve dans des bâtiments publics aux Pays-Bas et en France, ainsi que dans des collections privées et muséales.

## Œuvre
Rijkhart de Voogd a réalisé de nombreuses peintures, utilisant principalement de la peinture acrylique sur toile, par exemple :
- Maïté, gouache, 56 x 46 cm, Collection Maïté Duval, 1966.
- Peinture murale La retraite aux parapluies, hôtel de ville La Bouille, France, 1968.
- Tombé du ciel, 55 x 33 cm, collection privée, 1973.
- Lenteschaduw (Ombre printanière), 40 x 40 cm, collection privée, 1976.
- IJssellucht (Air au-dessus de la rivière IJssel), 100 x 100 cm, Stedelijk Museum Zutphen (musée municipal), 1976.
- Knotwilg (Saule têtard/Trogne),  120 x 90 cm, collection privée, 1976.
- Achter de duinen (Derrière les dunes), 90 x 120 cm, collection privée, 1977.
- De laatste geranium (Le dernier géranium), 60 x 80 cm, Stedelijk Museum Zutphen, 1976.
- Petit nuage, 100 x 110 cm, collection privée, 1981.
- La lune, 110 x 140 cm, Collection Maïté Duval, 1981.
- Lentemorgen (Matin printanière), 40 x 50 cm, collection privée, 1982.

## Expositions
Ses expositions ont été entre autres :
- Galérie Lemonnier, Rouen, 1962.
- Maison Descartes, Amsterdam, 1974.
- Institut néerlandais, Paris, 1976.
- Exposition collective Lucht (Air), Stedelijk Museum Schiedam (musée municipal),  Pays-Bas, 1978.
- Stadsmuseum Doetinchem (musée municipal),  Pays-Bas, 1982.
- Singer Laren,  Pays-Bas, 1983[3].
- Exposition collective Vier vormen een kwartet (Quatre forment un quatuor), Museum Henriette Polak, Zutphen, Pays-Bas, 1987.
- Het grootste in de kleinste dingen. Thierry Rijkhart de Voogd, 1944-1999 (Le plus grand dans les plus petites choses), Stedelijk Museum Zutphen, Pays-Bas, 2009.
- Maïté en Thierry (Maïté et Thierry), Museum Henriette Polak, Zutphen, 2021.

## Images des œuvres de De Voogd
- De populieren (Les peupliers). Peinture acrylique sur toile. « Sold. Lot 49735175. Thiery Rijkhart de Voogd - De populieren. », sur lot-art.com, Lot-Art. The art investment platform, 24 juillet 2021 (consulté le 15 janvier 2023). Image sur encrypted-tbn0.gstatic.com. Consulté le 15 janvier 2023.
- Groet aan Thierry (Salutations à Thierry). Peinture acrylique sur toile. « Bart J. Geerling », sur bartgeerling.nl, Bart Geerling, 2013 (consulté le 15 janvier 2023).
- Hinkelbaan (Tuiles de marelle). Peinture acrylique sur toile. « Hinkelbaan, 1980 Lot 40 Nazomerveiling - augustus 2018 », sur wavemaker.venduehuis.com, Venduehuis, 2018 (consulté le 11 janvier 2023).
- Mandarijntje (Mandarine). Peinture acrylique sur toile. « Bart J. Geerling », sur bartgeerling.nl, Bart Geerling, 2013 (consulté le 15 janvier 2023).
- Toit avec lucarne. Peinture acrylique sur toile. « Thierry Rijkhart de Voogd - olieverf op doek - Vendu », sur images.kunstveiling.nl, 2023 (consulté le 11 janvier 2023).
- Zaadmarkt in Zutphen. (Marché aux graines à Zutphen). Peinture murale dans l'entrée de la maison de retraite De Benring à Voorst, Pays-Bas « Zaadmarkt in Zutphen Actie voor behoud muurschildering Benring », sur destentor.nl, De Stentor, 15 octobre 2010 (consulté le 15 janvier 2023).